# Bert Schneider (boxe anglaise)
Pour les articles homonymes, voir Bert Schneider et Schneider.
Bert Schneider est un boxeur canadien né le 1er juillet 1897 à Cleveland, États-Unis, et mort le 20 février 1986.

## Carrière
Il devient champion olympique des poids welters aux Jeux d'Anvers en 1920 après sa victoire en finale contre le britannique Alexander Ireland. Schneider passe professionnel l'année suivante mais ne rencontre pas le même succès que dans les rangs amateurs. Il se retire en 1927 sur un bilan de 19 victoires, 23 défaites et 6 matchs nuls.

## Parcours auxJeux olympiques
Jeux olympiques d'été de 1920 à Anvers (poids welters) :
- Bat Joseph Thomas (Afrique du Sud) aux points
- Bat Aage Steen (Norvège) aux points
- Bat Frederick Colberg (États-Unis) aux points
- Bat Alexander Ireland (Grande-Bretagne) par disqualification au 4e round